# Шиллер, Иоганн Каспар
Иоганн Каспар Шиллер (нем. Johann Kaspar Schiller; 27 октября 1723, Биттенфельд — 7 сентября 1796, Штутгарт) — немецкий офицер, придворный садовник герцогов Вюртембергских и отец Фридриха Шиллера.

## Биография
Иоганн Каспар Шиллер родился 27 октября 1723 года в Биттенфельде в семье пекаря и школьного учителя Иоганна Шиллера (1682—1733) и его жены Евы Маргареты Шиллер, урождённой Шац (1690—1778). У Иоганна Каспара Шиллера было несколько братьев и сестёр, в том числе Кристина Шиллер (1711—1757), которая была замужем за Фридрихом Блюмхардом, Сибилла Шиллер (род. 1713), которая была замужем за Иоганном Фридрихом Маннером, Анна Магдалена Шиллер (1716—1787), которая была замужем за Иоганном Георгом Габерле (1706—1792), Иоганнес Шиллер (1718—1777), Мария Сюзанна Шиллер (1721—1792), Иоганн Якоб Шиллер (1726—1799) и Ева Маргарета Шиллер (род. 1728). Первоначально он изучал латынь у домашнего учителя до 1734 года.
В 1738 году поступил в ученики к цирюльнику и врачу в Денкендорфе и Бакнанге.
В 1745 году стал солдатом и полевым врачом в различных частях и штатах.
В 1749 году Иоганн Каспар сдал экзамен на врача в Марбахе, а в 1753 году поступил на службу к герцогу Карлу Евгению в качестве солдата. Со временем он дослужился до капитана (1767 год), а в 1794 году получил звание оберст-вахмистра (нем. Obristwachtmeister).
Он также руководил лесными питомниками в стране, один из которых, в замке Солитюд, в конце XVIII века считался крупнейшим питомником на юге Германии. Оттуда, по инициативе Шиллера, осуществлялась поддержка садоводства во всем герцогстве Вюртемберг. Его всеобъемлющая работа «Die Baumzucht im Großen» вплоть до XX века считалась образцовым трудом в области плодоводства.
Шиллер был женат на Элизабет Доротее Кодвайс (1732—1802), дочери трактирщика и пекаря Георга Фридриха Кодвайса (1698—1771) и его жены Анны Марии Кодвайс, урождённой Мунц (1698—1773), от которой у него было шестеро детей, в том числе его единственный сын Фридрих Шиллер (1759—1805), получивший известность в немецкой литературе, и дочь Элизабет Кристофина Фридерика Рейнвальд (1757—1847), которая впоследствии стала художницей и была замужем за библиотекарем и лингвистом Вильгельмом Фридрихом Германом Рейнвальдом (1737—1815).
С 1766 по 1777 год в семье Шиллеров родилось ещё четверо детей: Луиза Доротея Катарина (1766—1836), которая была замужем за пастором Иоганном Готлибом Франком (1760—1834), Мария Шарлотта (1768—1774), Беата Фридерика (1773) и Каролина Кристиана, которую в семье называли Нанетт (1777—1796).
Иоганн Каспар Шиллер умер 7 сентября 1796 года в возрасте 72-х лет в Штутгарте и был похоронен на семейном кладбище в Герлинген-Петрусскирхе.